# 米萨埃尔·罗德里格斯
米萨埃尔·罗德里格斯（西班牙語：Misael Rodríguez，1994年4月7日—），墨西哥男子拳击运动员。他曾代表墨西哥参加2016年夏季奥林匹克运动会拳击比赛，获得一枚铜牌。他也曾参加2015年泛美运动会。